# 朱美拉清真寺

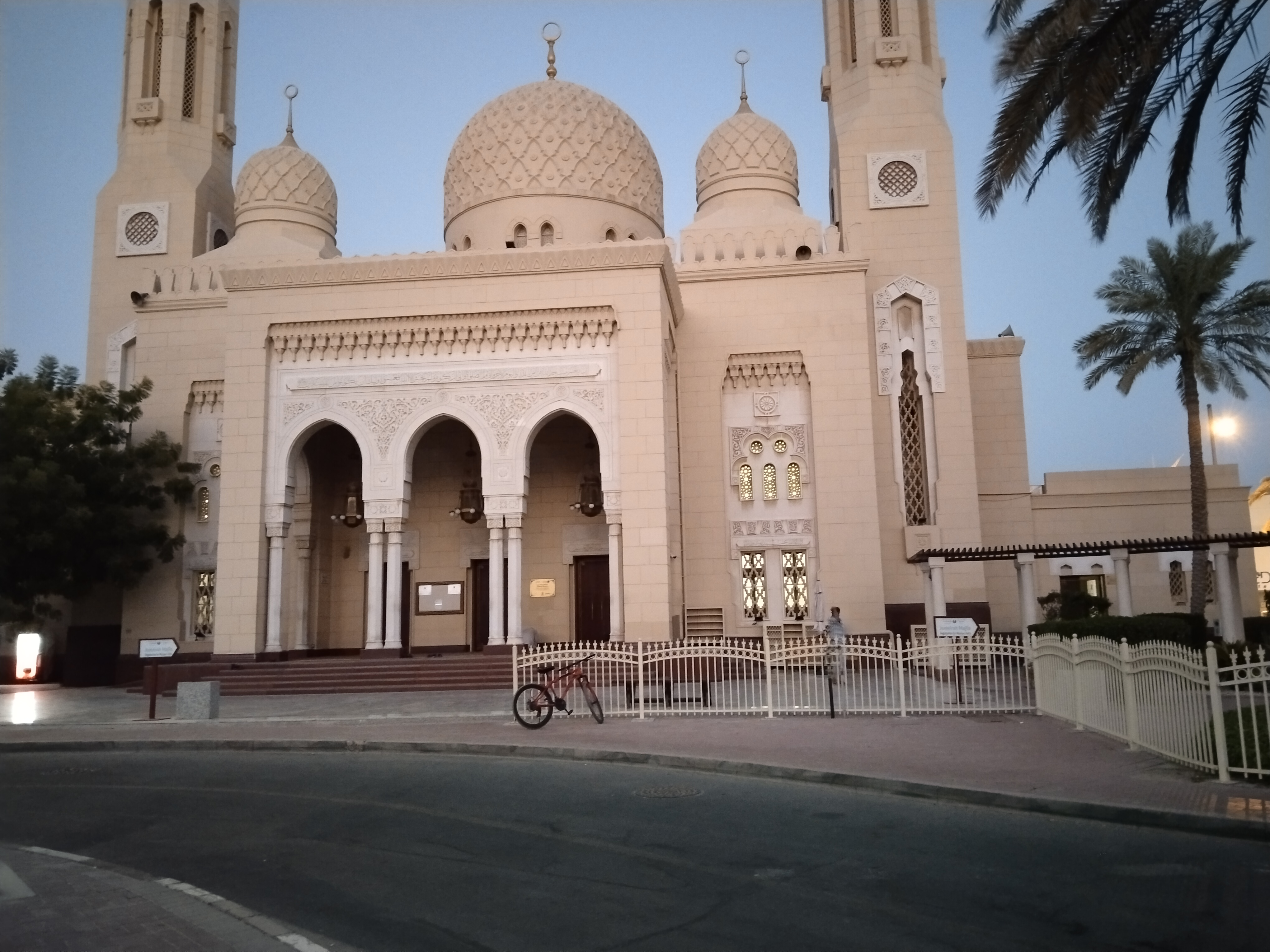

朱美拉清真寺是一間位於杜拜的清真寺，於1979年落成。朱美拉清真寺被譽為全杜拜最美麗的清真寺，不過這間清真寺只限穆斯林進入。